# City of Ballarat
City of Ballarat är en kommun i Australien. Den ligger i delstaten Victoria, omkring 110 kilometer väster om delstatshuvudstaden Melbourne. Antalet invånare är 98 684.
Följande samhällen finns i City of Ballarat:
- Ballarat
- Sebastopol
- Ballarat Central
- Delacombe
- Canadian
- Mount Clear
- Soldiers Hill
- Golden Point
- Newington
- Lake Wendouree
- Nerrina
- Cardigan

Runt City of Ballarat är det i huvudsak tätbebyggt. Runt City of Ballarat är det mycket tätbefolkat, med 1 056 invånare per kvadratkilometer. Genomsnittlig årsnederbörd är 764 millimeter. Den regnigaste månaden är juni, med i genomsnitt 94 mm nederbörd, och den torraste är januari, med 26 mm nederbörd.